# Eusebia (vrouw van Constantius)
Flavia Aurelia Eusebia was de tweede vrouw van de Romeinse keizer Constantius II. Ze was keizerin van 353 tot 360, de periode waarin Constantius alleenheerser was. Eusebia had een grote invloed op haar man, ook wat betreft religie. Ze was aanhangster van het Arianisme.

## Familie
Ze was de dochter van Flavius Eusebius, Magister militum en consul in 347. Ze had twee broers Eusebius en Hypatius. De familie was afkomstig uit Thessaloniki, Macedonië,  

## Beschermvrouw van Julianus Apostata
Na de dood van Constantijn de Grote (337) vond er een grote zuivering plaats onder de tweede tak van de Constantijnse dynastie. In 354, na de executie van Constantius Gallus, bleef enkel nog Julianus Apostata over. Na een jaar in afzondering in een paleis te zijn opgesloten, bemiddelde Eusebia zijn vrijlating (later zal hij een lofrede aan haar toedichten). Constantius II stemde toe in een huwelijk met zijn zus Helena en benoemde hem tot Caesar. Constantius stuurde hem daarna, onervaren als hij was, naar de opstandige Romeinse provincie Gallië.

## Kinderloos
Achteraf bleek dat Eusebia helemaal niet opgezet was met huwelijk tussen Julianus en Helena. Zelf kon ze geen kinderen krijgen en volgens geschiedschrijver Ammianus Marcellinus zou Eusebia verschillende pogingen hebben ondernomen, door het laten toedienen van gif, om bij Helena een miskraam te veroorzaken. Haar voortdurende zoektocht om zelf vruchtbaar te worden zal leiden tot haar dood.